# Erland Hederstierna den yngre
Erland Hederstierna den yngre, född 30 maj 1770 i Benestad, död 16 september 1856 på Osaby, var en svensk militär och godsägare.
Hederstierna var född i en militär adelsfamilj. Hans föräldrar var generalmajor Salomon Hederstierna och friherrinnan Johanna född von Otter, hans farfar var sjöhjälten Erland Hederstierna den äldre. Han gifte sig 1800 med friherrinnan Maria Sofia Wrangel von Brehmer.
Från åtta års ålder bar han uniform som fänrik vid Södermanlands regemente. Vid 1788–90 års krig kommenderades han som stabsadjutant hos generalerna Gustaf Adolf von Siegroth och Philip von Platen.
Under fälttåget utnämndes han till löjtnant i regementet och kapten i armén och var, när kriget mot Ryssland på nytt utbröt 1808, förste major vid Kronobergs regemente. Med utmärkelse deltog han i det olyckliga finska kriget, liksom senare i tyska fälttåget 1813-1814, under vilket han utnämndes till generalmajor.
Först 1816 blev Hederstierna chef för Kronobergs regemente, chef för 9:e infanteribrigaden 1824 och för 6:e infanteribrigaden 1825. 1830 befordrad till generallöjtnant, fick han två år därefter förordnande som president i krigskollegium och utnämndes 1833 till generalbefälhavare i andra militärdistriktet. Serafimerriddare och hedersledamot av Krigsvetenskapsakademien var några av hans utmärkelser.

## Fotnoter
1. 1 2  Svenskt biografiskt lexikon, Svenskt Biografiskt Lexikon-ID: 12722, läst: 9 oktober 2017.[källa från Wikidata]